# دائرة لاسكاهوباس
دائرة لاسكاهوباس هي إحدى الدوائر الأربع في الإدارة الوسطى في هايتي، يبلغ عدد سكانها 136,503 في إحصائيات أغسطس 2003، تتبعها ثلاث بلديات، ورمزها البريدي يبدأ بالرقم 53.